# Капела Пацці
Капела Пацці (Capella Pazzi) — архітектурна споруда епохи ренесансу, збудована за проектом Філіппо Брунеллескі і розташована у дворі францисканської церкви Санта-Кроче у Флоренції.

## Історія
У 1423 році територія церкви Санта-Кроче постраждала від величезної пожежі. Згодом, городяни і кілька багатих сімей міста, включаючи Медічі, Спінеллі і Пацці, почали роботу по відновленню зруйнованих будівель. У 1429 році почалося бурхливе будівництво на території монастиря: зводили новий дорміторій (загальну монастирську спальню) і новіціат (приміщення для монастирських послушників). У тому ж році Андреа Пацці уклав з монастирем договір, зобов'язуючись відновити капелу для зборів капітула з умовою, що він стане ктитором проекту і буде мати можливість влаштувати фамільну капелу в залі, що вважалося дуже почесним.
Через брак документації, цілком хронологія будівництва каплиці не була відновлена, але відомо точно, що протікало воно повільно. Причетність до процесу Філіппо Брунеллескі, як правило, датується 1429 роком, незабаром після того, як він закінчив роботу в Старої Сакристії церкви Сан-Лоренцо. Реконструкція капели сповільнювалася як через зайнятість Філіппо Брунеллескі сторонніми об'єктами, так і з причин нестабільного фінансування з боку Пацці.
Однак, з недавно виявлених даних стало відомо, що в 1443 році Папа Римський Євгеній IV брав участь у церемонії в приміщенні, що знаходилося над капелою Пацці (після загального освячення базиліки Санта-Кроче). У 1445 році Андреа Пацці вмирає, заповівши велику суму на будівництво каплиці, а керівництво проектом бере на себе його син Якопо. До 1446 році стіни капели стали підніматися на кілька метрів, до рівня внутрішнього антаблемента. Тільки з цього періоду будівництво почало активно розвиватися у зв'язку з тим, що після смерті Брунеллескі в 1446 р. Джуліано да Майано став очолювати всі проекти. Основна частина будівництва завершилася в 1440-1450-ті роки, купол відновили в 1459, а портик, який спочатку не передбачалося в проекті, прибудували в 1461 році, якщо вірити інформації з зовнішньої поверхні купола.
Робота тривала аж до 1478 року і так і не була повністю завершена. У тому ж році сім'я Пацці була винищена в результаті змови проти Медічі.

## Опис

### Зовнішній вигляд
Каплиця є центрально-купольною спорудою і прикладом архітектурної легкості, простоти і лаконічності. У ній простежується величне сполучення між обсягами будівлі і ясність просторової композиції. Планування капели прагне до квадратної форми. План перекривається зонтичним куполом, розділеним на 12 частин. У цьому каплиця схожа зі Старою Сакристією церкви Сан-Лоренцо.
В архітектурі ренесансу центричний простір отримало привілейоване становище завдяки своїй Божественній гармонії і наближеності до людини. Тому у своєму проекті від різких елементів готики Брунеллески повернувся до світлих і життєрадісних форм грецьких храмів, а також створив поєднання поперечного розвитку інтер'єрного простору і центричної композиції, прагнучи відродити стандарти стародавнього світу.
Фасад каплиці ділиться навпіл циркульною аркою, плавна кривина якої поєднується з загальною картиною фасадної площини. У деяких частинах стін розташовані невеликі круглі вікна, що створюють легку гру світлотіні в куполі. Сам купол має форму, близьку до пологого конуса. Його основою є низький циліндр. Купол грамотно завершує фасадне рішення будівлі, а до головного простору капели з східної сторони примикає невеликий вівтар.
Вхідний портик капели є її значнлю складовою: його зовнішня частина містить у собі невеликі коринфські пілястри і великі прямокутні вікна з хрестовим плетінням, а система склепінь і арок підтримується шістьма легкими коринфськими колонами. Можливо, цим Брунеллески хотів внести до споруди мотив римської тріумфальної арки. Такий портик відноситься до сирійського типу.

### Опис інтер'єру
Брунеллески переконливо продемонстрував свої таланти в роботі над капелою Пацці: великий зодчий майстерно володів умінням створювати єдність обробки зовнішнього і внутрішнього простору, а також поєднувати криволінійні форми з прямокутними, створюючи гармонійні архітектурні образи.
Мотив арки і помилковий сферичний купол утворюють зв'язок між зовнішнім оздобленням і інтер'єром капели. У внутрішньому просторі каплиці Брунеллескі створює образ «ідеального храму» — світлого, просторого. Майстер підкреслює домінування якоїсь геометричної досконалості за рахунок великої кількості квадратних, прямокутних, круглих і півкруглих форм. Площа оздоблення візуально розширюється завдяки центральній частині, великим підйомам арок і білому напівпрозорому кольору стін. А тектонічні конструкції, деталі та різні елементи інтер'єру, виконані в темному відтінку сірого каменю, надають внутрішньому простору герметичність і контраст. Внутрішній декор виконаний за строгим принципом співвідношення вертикальних і горизонтальних ритмів — це видно на прикладі арок і пілястр. Вони утворюють естетичну конструкцію, яка зверху завершується більш легкими арочними конструкціями.
Велика кількість вікон створює у внутрішньому оздобленні капели особливу світлову гармонію і кришталеву ясність.